# Stenopola nigricans
Stenopola nigricans är en insektsart som beskrevs av Roberts och Frédéric Carbonell 1979. Stenopola nigricans ingår i släktet Stenopola och familjen gräshoppor.

## Underarter
Arten delas in i följande underarter:
- S. n. nigricans
- S. n. laticera